# 陳靜敏
陳靜敏（英語：Ching-Min Chen，1966年5月2日—），中華民國學者、政治人物、護理師，曾任立法委員，生於臺灣臺北市，民主進步黨籍，美國印第安納大學護理學博士，臺灣護理學會理事長，臺北醫學大學老人護理暨管理學系（現高齡健康暨長期照護學系）主任、國立成功大學護理學系特聘教授兼任國際長；胞兄為前立法委員陳建銘，姪女為陳思宇。

## 政治經歷

### 立法委員
2016及2020年，陳靜敏皆以醫療、護理專業代表進入民進黨不分區立委名單。
2018年11月，陳其邁因參選高雄市市長而辭去不分區立委職務，陳靜敏於同月依法遞補為第9屆立法委員。2022年不分區立委周春米當選屏東縣縣長後，陳靜敏於同年12月25日依法遞補留下的女性不分區席次而成為第10屆立法委員。

## 選舉紀錄
| 年度 | 選舉屆數           | 選舉區                                 | 所屬政黨   | 得票數    | 得票率 | 當選標記 | 備註 |
| ---- | ------------------ | -------------------------------------- | ---------- | --------- | ------ | -------- | ---- |
| 2016 | 第九屆立法委員選舉 | 全國不分區及僑居國外國民立法委員選舉區 | 民主進步黨 | 5,370,953 | 44.06% | 遞補當選 |      |
| 2020 | 第十屆立法委員選舉 | 全國不分區及僑居國外國民立法委員選舉區 | 民主進步黨 | 4,811,241 | 33.98% | 遞補當選 |      |

## 外部連結
- 陳靜敏的Facebook專頁
- YouTube上的陳靜敏頻道